# Lars Palmgren
Lars Rudolf Palmgren, född 24 april 1946 i Västerås, är en svensk journalist, utrikeskorrespondent och författare. Han har sedan 1979 varit bosatt i Viña del Mar i Chile.

## Biografi
Palmgren studerade historia och socialantropologi vid Uppsala och Lunds universitet. Planen att bli biståndsarbetare i Chile gick i stöpet i och med landets militärkupp 1973. Två år senare startade Palmgren "nyheter från Latinamerika" på Sveriges Radio ("den absolut mest stimulerande arbetsplatsen jag haft") och han trivdes så pass väl i regionen att han efter ytterligare fyra år flyttade till Chile. Allt eftersom åren gick hade han förmånen att uppleva många omvälvande förändringar i Sydamerika, i takt med att länderna utvecklades från diktaturer till att bli alltmer demokratiska. 1994 blev han utrikeskorrespondent i Latinamerika för Sveriges Radio.
Under åren har han arbetat mycket som frilans för en lång rad olika medier. Han har även varit stringer för DN, GP, TV4 och Dagens ETC. Därtill har han skrivit flera böcker och gjort ett antal dokumentärfilmer. Palmgren tilldelades Sveriges Författarförbunds Radiopris 2010.